# روزی روزگاری در سرزمین عجایب
روزی روزگاری در سرزمین عجایب نام سریالی داستانی است که از سال ۲۰۱۳ از شبکهٔ ای بی سی ایالات متحده پخش می‌گردد.

## داستان
داستان در شهر لندن دوره ویکتوریا اتفاق می‌افتد. الیس دختری زیباست که پس از مدت زمانی که گم شده بود شروع به گفتن داستان‌های عجیب از دنیایی که مدعی است در پشت لانه خرگوش پجود دارد. دنیایی که در آن یک کرم ابریشم ۳ بند انگشتی قلیان می‌کشد، کاردهای بازی، گربه نامریی تنها نمونه‌ای از چیزهای باورنکردنی آن است. دکتر آلیس فکر می‌کند که او دیوانه شده و سعی می‌کند تا او را با دارویی دچار فراموشی کند تا آلیس بتواند دنیای نوعی را بر مبنای واقعیت بسازد. آلیس سعی می‌کند همه این دنیای باورنکردنی را به فراموشی بسپارد مخصوصاً عشقی که بین او و یک جن کوچک درون چراغ بود... در این هنگام خرگوش سخن گو ناگهان ظاهر می‌شود و او را از بیمارستان روانی فراری می‌دهد.